# Nanao Naru
Nanao Naru (七尾 奈留) (bút danh) là họa sĩ người Nhật từ tỉnh Okinawa, Nhật Bản. Bút danh của Nanao lấy từ nhân vật Nanao Runa (七尾 留奈) trong trò chơi Aries của hãng Circus. Cô là họa sĩ minh hoạ tự do nên không chính thức thuộc về công ty nào cả. Ban đầu cô là họa sĩ thiết kế nhân vật. Cô bắt đầu công việc với các công ty phát triển trò chơi từ năm 2000, nhưng các thiết kế nhân vật của cô bắt đầu nổi tiếng từ các trò chơi D.C.: Da Capo - một visual novel bởi Circus ra mắt năm 2002. Các thiết kế nhân vật khác của cô bao gồm Canvas 2: Niji Iro no Sketch, Ef: A Fairy Tale of the Two., và Sola. Cô là giám sát viên cho hãng dōjinshi "Ice to Choco" (あいすとちょこ). Cô thường xuyên hợp tác với các hãng khác như "Poteneko" (ぽてねこ). Cô còn vẽ bìa minh hoạ cho sự kiện Comiket 70 vào tháng 8 năm 2006.

## Sự nghiệp

### Visual novel
Nanao Naru tham gia thiết kế nhân vật cho số lượng lớn visual novel có chứa nội dung người lớn nhờ tình trạng làm việc tự do và không thuộc về bất kì công ty nào. Công việc đầu tiên của cô là làm đạo diễn nghệ thuật cho Cave Castle Cavalier bởi Dall xuất bản năm 2000. Cùng năm đó, cô làm việc cho trò chơi Kinki 2 -Taboo-: Hospital Taboo, phát hành bởi Succubus. Năm 2001, Nanao làm việc cho ba trò chơi của hãng phần mềm Circus bao gồm: Infanteria, Suika, và Archimedes no Wasuremono. Cũng trong năm 2001, Nanao lần đầu tiên làm việc với trò chơi dành cho mọi lứa tuổi với tựa đề Quiz Saitama Rengō no Yabō bởi Ringō Saitama. Năm 2002, Nanao thiết kế nhân vật cho ba nhân vật nữ chính trong phần đầu tiên của trò chơi D.C.: Da Capo, phát hành bởi Circus, sau đó cô không tham gia vào hoạt động thiết kế trong các phần sau của Da Capo nữa. Cũng trong năm 2002, Nanao làm việc cho trò chơi Panic!! Kerokero Ōkoku bởi hãng phần mềm Pajama Soft. In 2003, Nanao worked with Circus and PrincessSoft to produce the all-ages game Sakura: Yuki Tsuki Hana. In 2004, Nanao thiết kế hai nhân vật nữ chính trong Canvas 2: Niji Iro no Sketch bởi F&C FC01. Năm 2006, Nanao bắt đầu công việc thiết kế nhân vật cho hãng phần mềm Minori với series trò chơi Ef: A Fairy Tale of the Two.. Năm 2011, cô thiết kế nhân vật cho trò chơi Canvas 4: Achrome Étude.

### Sản phẩm khác
Năm 2006, Nanao hợp tác với Hisaya Naoki (người viết kịch bản chính cho Kanon) để sản xuất một series truyện Sola. Nanao thiết kế nhân vật cho dự án cũng như làm nền tảng thiết kế cho các sản phẩm khác của Sola anime và manga. Năm 2007, Nanao bắt đầu thiết kế nhân vật cho Ohime-sama Navigation được xuất bản trên tạp chí bishōjo Dengeki G's Magazine, bởi nhà xuất bản ASCII Media Works. Cô làm việc với Tryfirst trong vai trò thiết kế nhân vật cho visual novel trên nền tảng Nintendo DS với tựa đề Majo ni Naru (魔女になる。), ra mắt ở Nhật Bản vào năm 2009. Sau đó, trò chơi được dịch ra tiếng Anh và phát hành vào năm 2010 bởi Natsume, với tựa đề Witch's Wish.